# ودنز آمبو
ودنز آمبو (به انگلیسی: Wendens Ambo) یک روستا و محله مدنی در بریتانیا است که در آتلزفورد واقع شده‌است. ودنز آمبو ۴۷۳ نفر جمعیت دارد.